# Giuseppe Ferlito

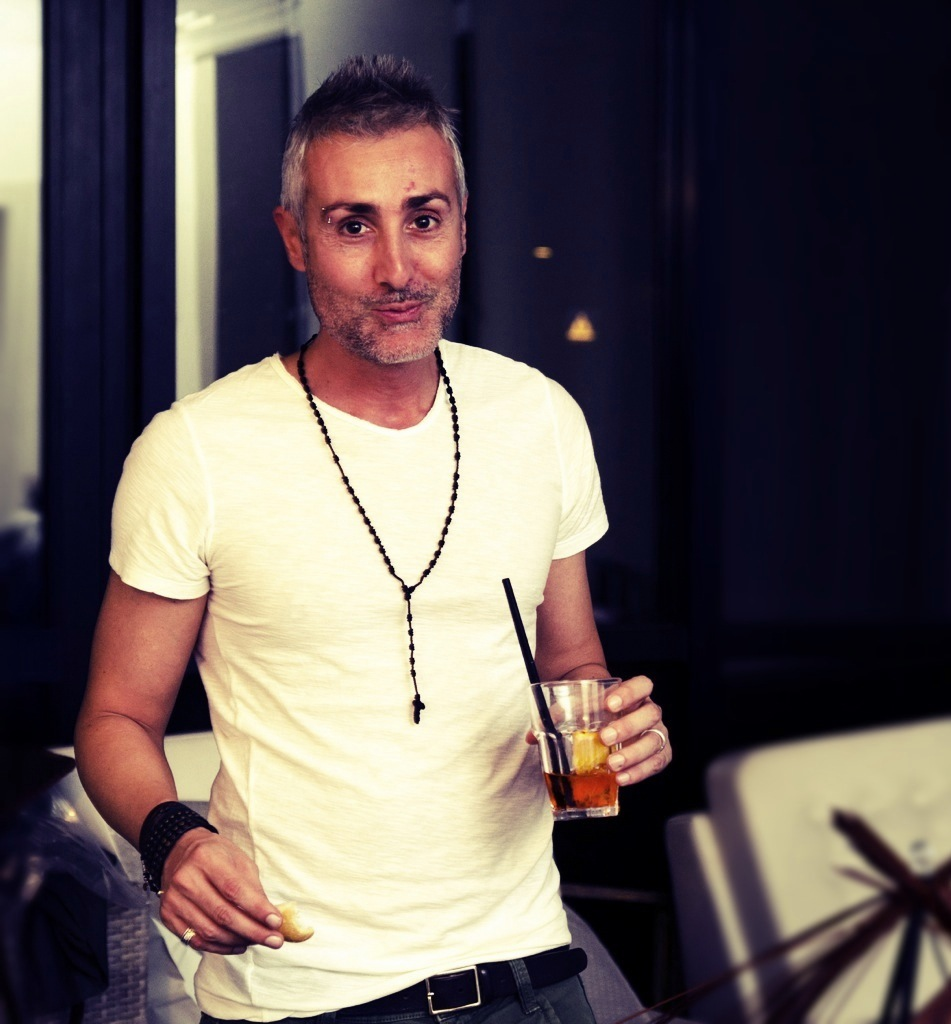
Giuseppe Ferlito

Giuseppe Ferlito (* 24. Oktober 1954 in Burgio) ist ein italienischer Filmregisseur und Drehbuchautor.

## Leben
Ferlito studierte Architektur an der Universität Florenz, wo er seit 1976 lebt und belegte anschließend Schauspielkurse bei der Bottega Teatrale von Vittorio Gassman. Zwischen 1984 und 1989 realisierte er einige Super8-Filme, darunter auch ein Spielfilm und der preisgekrönte Contraccolpo. Seit 1990 leitete er das Videolaboratorio und inszenierte den Video-Spielfilm Lettere morte und, 1993, den nach eigenem Drehbuch entstandenen Gabbia di gesso. Einige mittellange Filme folgten.
Ferlito wirkte auch als Dokumentarist für Kino und Fernsehen, ist ständiger Dozent an der von ihm 1994 gegründeten Scuola Laboratorio Cinematografo Immagine und legte 1998 seinen ersten unter vollständig professionellen Bedingungen gedrehten Kinofilm vor. Monica Guerritore spielte die Hauptrolle in Femmina.
Bis heute wechselt Ferlito zwischen Regie- und Dozententätigkeit.

## Filmografie (Auswahl)
- 1988: Contraccolpo
- 1993: Gabbia di gesso
- 1998: Femmina